# Tagul
Tagul (rusky Тагул), na horním toku Malý Tagul (rusky Малый Тагул) je řeka v Irkutské oblasti v Rusku. Je 300 km dlouhá. Povodí má rozlohu 7 990 km².

## Průběh toku
Pramení na severním svahu Východních Sajan a teče v úzké dolině. Na horním toku vytváří vodopád a na dolním peřeje. Ústí zleva do Birjusy (povodí Jeniseje).

## Vodní režim
Převládajícím zdrojem vody jsou dešťové srážky. Průměrný roční průtok vody ve vzdálenosti 12 km od ústí činí 104 m³/s. Led se na hladině začíná objevovat v říjnu. Řeka zamrzá v listopadu a rozmrzá v květnu. Poté až do září si udržuje vysoký stav vody.

## Využití
Je splavná pro vodáky.